# Falsanchonus
Falsanchonus – rodzaj chrząszcza z rodziny ryjkowcowatych i podrodziny Molytinae.
Rodzaj ten wprowadzony został w 1987 roku przez Władimira W. Żerichina, jako monotypowy. Gatunkiem typowym został Falsanchonus aurosquamosus. Autor zaliczył go do grupy rodzajów Falsanchonus-group. Massimo Meregalli, który w 2003 roku opisał 6 nowych gatunków z tego rodzaju, klasyfikuje go w obrębie Aminyopini, jako prawdopodobnie takson siostrzany dla rodzaju Microplinthus. Bierze też pod uwagę możliwość, że Microplinthus parbatensis zajmuje bazalną pozycję dla kladu Falsanchonus+Microplinthus.
Ryjkowce bezskrzydłe. Ryjek 2,5 raza dłuższy niż szeroki, długości przedplecza, wierzchołkowo silnie rozszerzony i w widoku bocznym zwężony. Wyraźnie punktowana, matowa głowa wyposażona jest w dość płaskie oczy. Czułki osadzone są na ryjku przedwierzchołkowo i mają całkiem owłosioną buławkę. Z przodu nieco wypukłego przedplecza wystaje płatek, przykrywający głowę od góry. Pokrywy wydłużone, o punktowanych rzędach i guzkowanych międzyrzędach. 
Przedpiersie jest głęboko z przodu wcięte. Wyrostek śródpiersia bardzo wąski. Zapiersie wyjątkowo krótkie. Przednie biodra są styczne, środkowe nadzwyczaj wąsko, a tylne niezbyt szeroko odseparowane. Odnóża o krótkich stopach i prosto zbudowanych, smukłych i wolnych pazurkach.
Należące do rodzaju chrząszcze znane są z regionu Himalajów.
Dotychczas opisano 7 gatunków:
- Falsanchonus ausobskyi Zherikhin, 1987
- Falsanchonus bhaktai Meregalli, 2003
- Falsanchonus emeishanicus Meregalli, 2003
- Falsanchonus leptus Meregalli, 2003
- Falsanchonus phoenicopterus Meregalli, 2003
- Falsanchonus roggeroi Meregalli, 2003
- Falsanchonus schawalleri Meregalli, 2003